# Swedish Touring Car Championship 2009

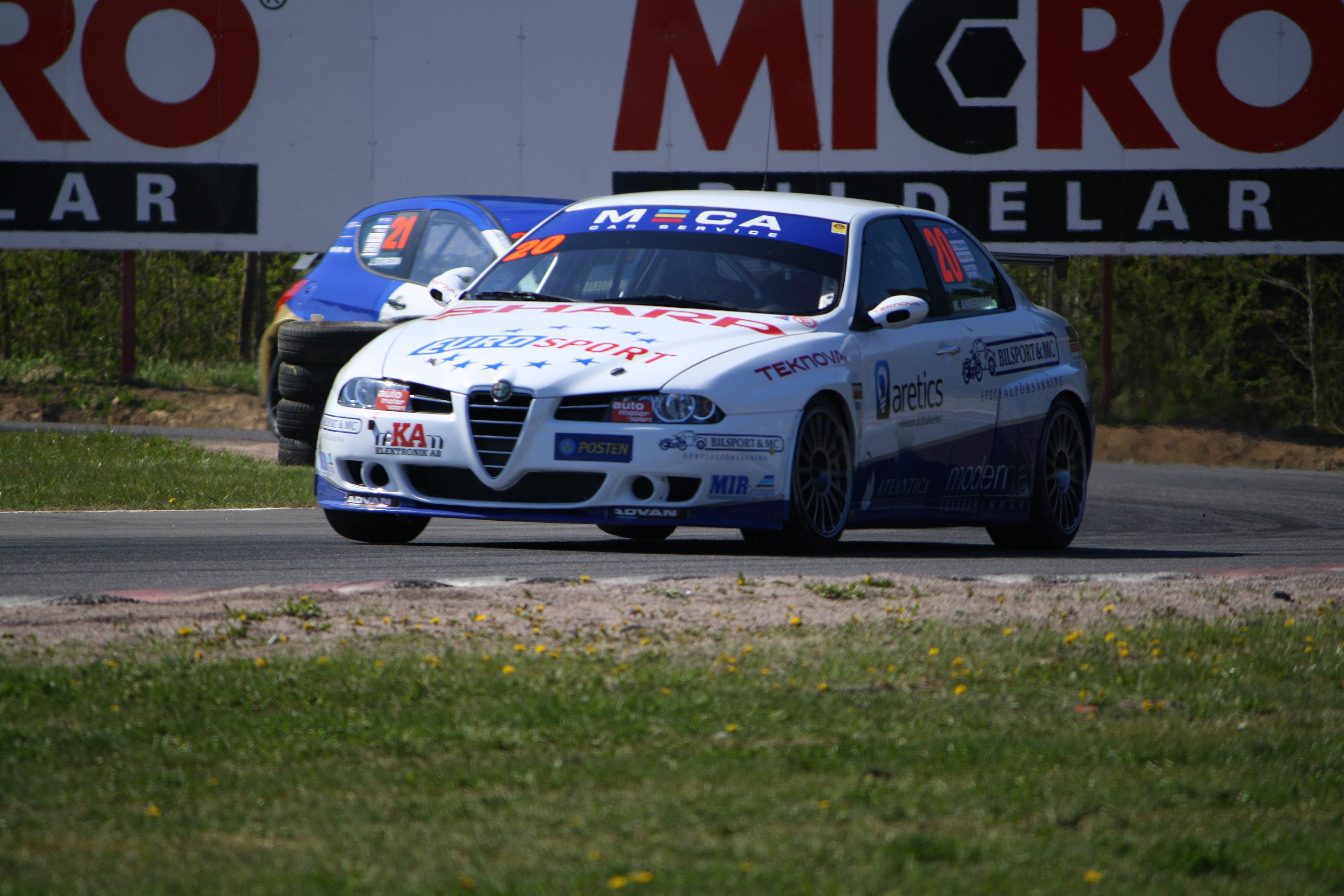
Mattias Andersson på Mantorp Park.

Swedish Touring Car Championship 2009 pågick mellan 1 maj och 26 september 2009. Nytt den här säsongen var att man körde två kortare race utan depåstopp per helg istället för ett längre med depåstopp och att man körde nio deltävlingar istället för elva. Mästare blev norrmannen Tommy Rustad som även vann STCC 2000. Han tog lika många poäng som Thed Björk men vann på flest segrar. Rustads team, Polestar Racing, vann teammästerskapet, en poäng före WestCoast Racing.

## Kalender
| Datum        | Bana           | Vinnare Heat 1    | Team/Märke                  | Vinnare Heat 2    | Team/Märke                              |
| ------------ | -------------- | ----------------- | --------------------------- | ----------------- | --------------------------------------- |
| 2 maj        | Mantorp Park   | Robert Dahlgren   | Polestar Racing/Volvo C30   | Richard Göransson | WestCoast Racing/BMW 320si              |
| 23 maj       | Karlskoga      | Robin Rudholm     | WestCoast Racing/BMW 320si  | Robin Rudholm     | WestCoast Racing/BMW 320si              |
| 6 juni       | Göteborg       | Tommy Rustad      | Polestar Racing/Volvo C30   | Tomas Engström    | Engström Motorsport/Honda Accord Euro R |
| 27 juni      | Ring Knutstorp | Robert Dahlgren   | Polestar Racing/Volvo C30   | Jan Nilsson       | Flash Engineering/BMW 320si             |
| 11 juli      | Falkenberg     | Tommy Rustad      | Polestar Racing/Volvo C30   | Richard Göransson | WestCoast Racing/BMW 320si              |
| 15 augusti   | Karlskoga      | Jan Nilsson       | Flash Engineering/BMW 320si | Robert Dahlgren   | Polestar Racing/Volvo C30               |
| 29 augusti   | Våler          | Tommy Rustad      | Polestar Racing/Volvo C30   | Tommy Rustad      | Polestar Racing/Volvo C30               |
| 12 september | Ring Knutstorp | Richard Göransson | WestCoast Racing/BMW 320si  | Johan Stureson    | IPS/MA:GP/Peugeot 308                   |
| 26 september | Mantorp Park   | Tommy Rustad      | Polestar Racing/Volvo C30   | Robert Dahlgren   | Polestar Racing/Volvo C30               |

## Team och Förare
| Bilmärke                    | Team                                         | Nummer | Förare               |
| --------------------------- | -------------------------------------------- | ------ | -------------------- |
| BMW 320si                   | WestCoast Racing                             | 1      | Richard Göransson    |
| BMW 320si                   | WestCoast Racing                             | 4      | Robin Rudholm        |
| BMW 320si                   | Flash Engineering                            | 6      | Jan "Flash" Nilsson  |
| BMW 320si                   | Flash Engineering                            | 3      | Thed Björk           |
| BMW 320si (Privat)          | Flash Engineering                            | 92     | Tobias Tegelby       |
| Volvo C30                   | Polestar Racing                              | 5      | Robert Dahlgren      |
| Volvo C30                   | Polestar Racing                              | 10     | Tommy Rustad         |
| Honda Accord Euro R         | Engström Motorsport                          | 8      | Tomas Engström       |
| Alfa Romeo 156 GTA          | MA:GP/IPS Motorsport                         | 20     | Mattias Andersson    |
| Peugeot 308                 | MA:GP/IPS Motorsport                         | 21     | Johan Stureson       |
| Volkswagen Scirocco         | Team Biogas.se                               | 2      | Fredrik Ekblom       |
| Volkswagen Scirocco         | Team Biogas.se                               | 11     | Patrik Olsson        |
| SEAT León                   | Nordic Fine Art/ Chevrolet Motorsport Sweden | 9      | Roger Eriksson       |
| Chevrolet Lacetti           | Nordic Fine Art/ Chevrolet Motorsport Sweden | 7      | Thomas Schie         |
| Chevrolet Lacetti           | Nordic Fine Art/ Chevrolet Motorsport Sweden | 12     | Pontus Mörth         |
| BMW 320si (Privat)          | Team CaWalli                                 | 88     | Viktor Hallrup       |
| BMW 320si (Privat)          | Team CaWalli                                 | 93     | Dick Sahlén          |
| Alfa Romeo 156 GTA (Privat) | MECA Sweden                                  | 89     | Claes Hoffsten       |
| Mercedes C200 (Privat)      | G-Rex Sweden                                 | 91     | Tony Johansson       |
| Peugeot 407 (Privat)        | Micke Ohlsson Motorsport                     | 94     | Mikael Ohlsson       |
| Opel Astra (Privat)         | Huggare Racing                               | 96     | Viktor Huggare       |
| Audi A4 (Privat)            | Kristoffersson Motorsport                    | 98     | Johan Kristoffersson |
| Audi A4 (Privat)            | Kristoffersson Motorsport                    | 95     | Andreas Simonsen     |
| Volvo S60 (Privat)          | Brandt Racing/Mälarpower Racing              | 99     | Ronnie Brandt        |

## Slutställning

### Förarmästerskapet
| Nr | Förare                    | Team                                        | Poäng |
| -- | ------------------------- | ------------------------------------------- | ----- |
| 1  | Tommy Rustad              | Polestar Racing                             | 94    |
| 2  | Thed Björk                | Flash Engineering                           | 94    |
| 3  | Robin Rudholm             | WestCoast Racing                            | 80    |
| 4  | Richard Göransson         | WestCoast Racing                            | 75    |
| 5  | Mattias Andersson         | MA:GP/IPS                                   | 56    |
| 6  | Jan "Flash" Nilsson       | Flash Engineering                           | 54    |
| 7  | Robert Dahlgren           | Polestar Racing                             | 52    |
| 8  | Tomas Engström            | Engström Motorsport                         | 50    |
| 9  | Johan Stureson            | MA:GP/IPS                                   | 48    |
| 10 | Roger Eriksson            | Nordic Fine Art/Chevrolet Motorsport Sweden | 39    |
| 11 | Pontus Mörth              | Nordic Fine Art/Chevrolet Motorsport Sweden | 15    |
| 12 | Patrik Olsson             | Team Biogas.se                              | 14    |
| 13 | Fredrik Ekblom            | Team Biogas.se                              | 9     |
| 14 | Thomas Schie              | Nordic Fine Art/Chevrolet Motorsport Sweden | 7     |
| 15 | Mikael Ohlsson - SC       | Micke Ohlsson Motorsport                    | 2     |
| 16 | Viktor Hallrup - SC       | Team CaWalli                                | 2     |
| 17 | Andreas Simonsen - SC     | Kristoffersson Motorsport                   | 1     |
| -  | Johan Kristoffersson - SC | Kristoffersson Motorsport                   | 0     |
| -  | Tobias Tegelby - SC       | Flash Engineering                           | 0     |
| -  | Dick Sahlén - SC          | Team CaWalli                                | 0     |
| -  | Viktor Huggare - SC       | Huggare Racing                              | 0     |
| -  | Claes Hoffsten - SC       | MECA Sweden                                 | 0     |
| -  | Tony Johansson - SC       | G-REX Sweden                                | 0     |
| -  | Ronnie Brandt - SC        | Mälarpower Motorsport                       | 0     |

- SC = Semcon Cup (privatförarcupen).

### Teammästerskapet
| Nr | Team                                        | Poäng | Prispengar |
| -- | ------------------------------------------- | ----- | ---------- |
| 1  | Polestar Racing                             | 156   | 100,000kr  |
| 2  | WestCoast Racing                            | 155   | 400,000kr  |
| 3  | Flash Engineering                           | 148   | 100,000kr  |
| 4  | MA:GP/IPS                                   | 104   | 200,000kr  |
| 5  | Chevrolet Motorsport Sweden/Nordic Fine Art | 60    |            |
| 6  | Engström Motorsport                         | 50    |            |
| 7  | Team Biogas.se                              | 23    |            |

### Semcon Cup (privatförarcupen)
| Nr | Förare               | Team                      | Poäng |
| -- | -------------------- | ------------------------- | ----- |
| 1  | Viktor Hallrup       | Team CaWalli              | 133   |
| 2  | Johan Kristoffersson | Kristoffersson Motorsport | 111   |
| 3  | Dick Sahlén          | Team CaWalli              | 106   |
| 4  | Viktor Huggare       | Huggare Racing            | 82    |
| 5  | Mikael Ohlsson       | Micke Ohlsson Motorsport  | 50    |
| 6  | Claes Hoffsten       | MECA Sweden               | 42    |
| 7  | Andreas Simonsen     | Kristoffersson Motorsport | 34    |
| 8  | Ronnie Brandt        | Mälarpower Motorsport     | 12    |
| 9  | Tobias Tegelby       | Flash Engineering         | 12    |
| 10 | Tony Johansson       | G-REX Sweden              | 11    |